# Sylvisorex ollula
Sylvisorex ollula е вид бозайник от семейство Земеровкови (Soricidae). Видът не е застрашен от изчезване.

## Разпространение
Разпространен е в Габон, Демократична република Конго, Екваториална Гвинея, Камерун, Нигерия и Централноафриканска република.

## Описание
На дължина достигат до 8,4 cm, а теглото им е около 16,6 g.